# Абугіда

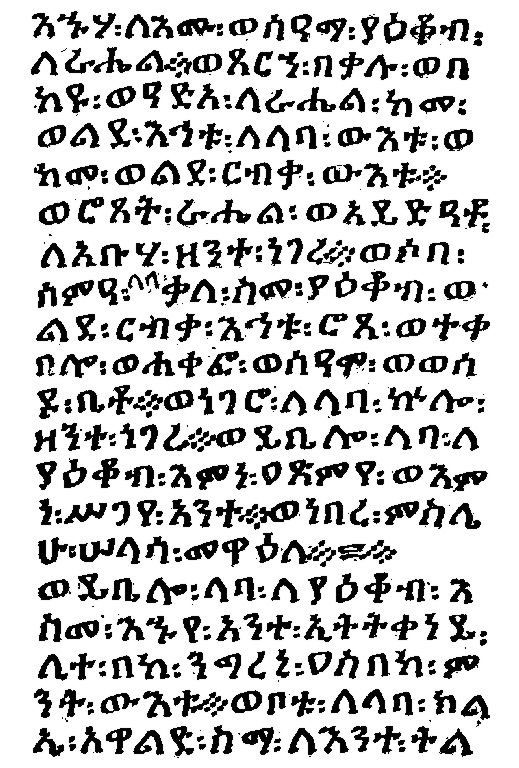
Сторінка Книги Буття ефіопським письмом

Абуґі́да (лат. abugida; консонантно-складове, алфавітно-складове письмо) — різновид складової писемності, в якій склади з однаковою приголосною, але з різними голосними позначаються видозміненими формами одного базового знака (наприклад, ефіопське письмо) та/або додатковими знаками (алфавіти Індії). При цьому одна з голосних вважається базовою і склад з нею позначається вихідною графемою без будь-яких модифікацій.
Близько половини писемностей світу є абугідами, зокрема численні варіанти індійського письма.

## Термін
Слово «абугіда» походить від назви ефіопського письма мовою геез — አቡጊዳ — яке є назвою перших чотирьох знаків цього письма, відповідних первинному семітському порядку (A B G D). Ця назва аналогічна до інших назв писемностей — алфавіт (з назв грецьких літер), азбука (слов'янських), абетка, абецеда, абецадло (латинських), абджад (арабських). Термін був запропонований американським мовознавцем Пітером Т. Денієлсом.

## Опис
Абугіда відрізняється як від власне складового письма (де знаки для складів з тою самою приголосною, але різною голосною, відрізняються між собою графічно), так і від консонантного (де голосні або зовсім не позначаються, або позначаються діакритиками за необхідністю, при цьому базовий знак читається як приголосна, а не склад) та консонантно-вокалічного (де і для голосних, і для приголосних є окремі знаки).
В абугідах є основна форма знаку, що позначає, як правило, склад з певною голосною, яка вважається базовою. Інші голосні позначаються діакритиками згори (Деванагарі के /keː/) або знизу (कु /ku/), додатковими знаками ліворуч (कि /ki/), праворуч (को /kο ː/) або обабіч (там. கௌ /kau/) від базового знака.
У багатьох абугідах існує особливий діакритичний знак, який позначає приголосний без голосного. Цей знак відомий за санскритською назвою «вірама» (галант мовою гінді) і в деванагарі ставиться під літерою: क् /k/. Водночас більшість сполучень приголосних в індійських письменностях позначаються зазвичай не за допомогою вірами, а за допомогою спеціальних лігатур, кількість яких може доходити до декількох сотень.
В інших абугідах поняття базового знаку як такого відсутнє, а голосні позначаються вибором положення знаку навколо своєї осі. Наприклад, в канадському складовому письмі (мова інуктитут) : ᐱ pi, ᐳ pu, ᐸ pa; ᑎ ti, ᑐ tu, ᑕ ta.
У письмі Ронг, що використовується для тибето-бірманської мови лепча, одним знаком за допомогою діакритик можна позначати навіть закриті склади типу CVC. Наприклад, склад [sok] буде писатися приблизно як s̥̽, де кружечок знизу позначає голосний /o/, а хрестик зверху — кінцеве /k/. Кілька абугід в Індонезії також позначають кінцеві приголосні за допомогою діакритик, але зазвичай це поширюється лише на одну або дві носові приголосні, типу /ŋ/.

## Список абугід

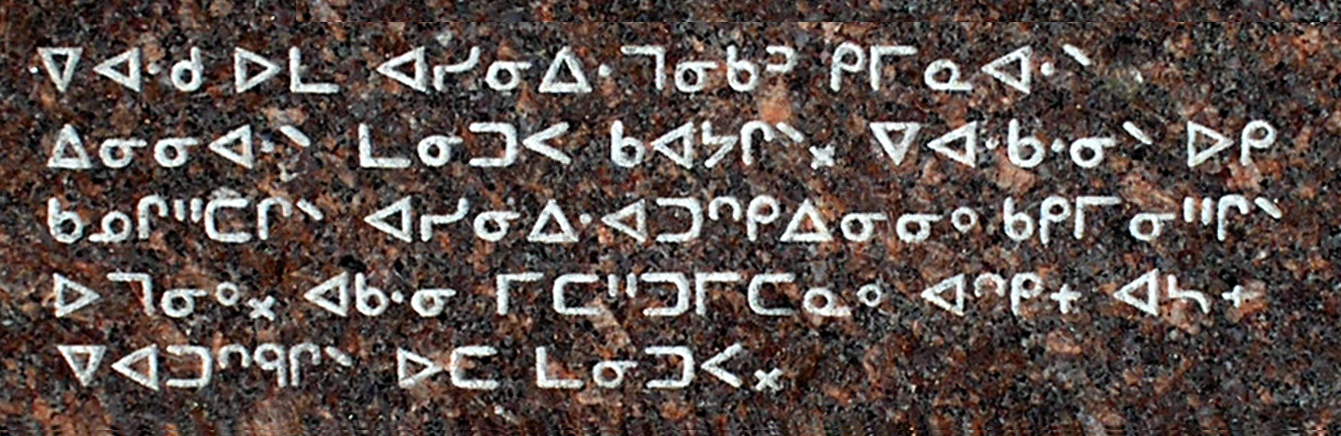
Напис канадським складовим письмом (мова крі)

### Справжні абугіди
- Алфавіти Індії
  - Брахмі
  - Деванагарі
  - Тамільське письмо
  - Каннада та багато інших.
- Тибетське письмо
- Кхароштхі
- Кхмерське письмо
- Ефіопське письмо
- Канадське складове письмо, що має декілька варіантів для різних мов.
- Тенгвар
- Монгольське квадратне письмо
- Сойомбо

### Писемності, близькі до абугід
- Мероїтське письмо
- Тана (Мальдівська мова)
- Письмо Полларда